# Universität Malta

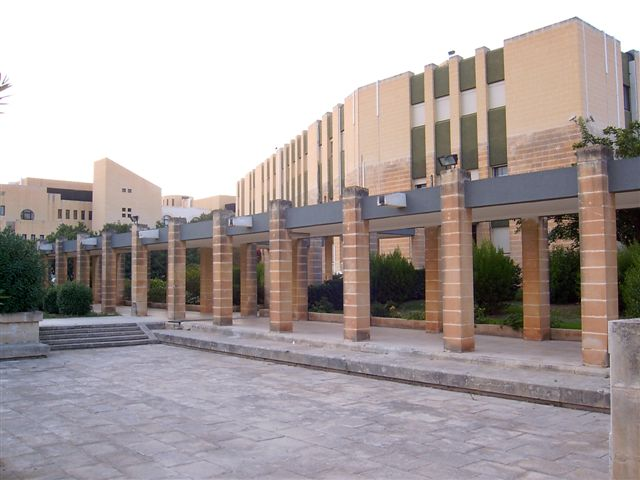
Campus der Uni Malta

Die Universität Malta (maltesisch L-Università ta' Malta) ist die einzige staatliche Universität auf Malta.

## Geschichte
Durch eine Bulle von Papst Pius IV. vom 29. August 1561, bestätigt durch eine Bulle von Papst Gregor XIII. vom 9. Mai 1578, wurden die jesuitischen Collegia Externorum ermächtigt, die akademischen Grade eines Magister Philosophiae und eines Doctor Divinitatis zu verleihen. Auf Anregung von Papst Clemens VIII. und dem Großmeister des Malteserordens, Hugues Loubenx de Verdale, wurde am 12. November 1592 vom Bischof von Malta, Tomás Gargal, das Jesuitenkolleg Collegium Melitense in Valletta gegründet. Zunächst wurden die Fächer Grammatik und Mathematik, später auch Theologie und Philosophie gelehrt.
Das Collegium Melitense befand sich ursprünglich in Valletta umgeben vom Triq il-Merkanti (Merchants Street), dem Triq San Kristofru (St. Christopher Street), dem Triq San Pawl (St. Paul Street) und dem Triq l-Arcisqof (Archbishop Street). 1650 wurde eine umfangreiche öffentliche Bibliothek eingerichtet. 1676 wurden von Großmeister Nicolas Cotoner eine Schule für Chirurgie und Anatomie sowie ein Ordenskrankenhaus geschaffen.
Nach der Vertreibung der Jesuiten von Malta 1768 durch den Großmeister des Malteserordens Manuel Pinto de Fonseca gründete dieser mit seinem persönlichen Vermögen die Universität für allgemeine Studien. Das Gründungsdekret wurde am 22. November 1769 unterzeichnet und mit dem päpstlichen Schreiben „Sedula Romani Pontifici“ vom 20. Oktober 1769 durch Papst Clemens XIII. bestätigt. Am 25. Mai 1771 wurde die noch heute bestehende medizinische Fakultät eröffnet.
Nach einem kurzen Intermezzo unter der Herrschaft Napoleons (11. Juni 1798 bis 28. Oktober 1800) wurde die Universität durch den britischen Gouverneur von Malta, Alexander Ball, wiederbegründet. Von 1937 bis 1974 genoss sie die Anerkennung als Royal University of Malta. Die Universität Malta ist die älteste Universität des Commonwealth außerhalb Großbritanniens; im Gegensatz zu vielen anderen Hochschulen im Commonwealth ging sie, wie oben dargestellt, nicht auf das britische Bildungssystem zurück.
Der heutige Status als staatliche Universität Maltas wurde 1988 festgelegt. Die Vorlesungen finden in den meisten Fächern in englischer Sprache statt; daneben ist Maltesisch als Verkehrssprache üblich. Seit 2009 ist der DAAD (Deutscher Akademischer Austauschdienst) mit einem Sprachlektor an der Universität vertreten. 2009 wurde ein Master-, 2012 ein Diplom-Studiengang im Fach Deutsch (German) geschaffen.

## Fakultäten
- Fakultät für Architektur & Bauingenieurwesen
- Fakultät für Bildende Kunst
- Fakultät für Zahnmedizin
- Fakultät für Wirtschaftswissenschaften
- Fakultät für Erziehungswissenschaften
- Fakultät für Ingenieurwissenschaften
- Fakultät für Rechtswissenschaften
- Fakultät für Medizin & Chirurgie
- Fakultät für Naturwissenschaften
- Fakultät für Theologie
- Fakultät für Informationstechnologie IT
- Fakultät für Geisteswissenschaften

Die Universitätseinrichtungen verteilen sich auf vier Campusbereiche: 
- Gozo-Campus (Insel Gozo, in Xewkija)
- Marsaxlokk-Campus (in Marsaxlokk)
- Msida-Campus (in Tal-Qroqq)
- Valletta-Campus (in Valletta, im alten Universitätsgebäude – Collegium Melitense)

## Weitere Einrichtungen
Den Botanischen Garten der Universität bilden die Argotti Botanic Gardens in Floriana.